# Bellevalia rixii
Bellevalia rixii är en sparrisväxtart som beskrevs av Per Erland Berg Wendelbo. Bellevalia rixii ingår i släktet Bellevalia och familjen sparrisväxter. Inga underarter finns listade i Catalogue of Life.